# شهرستان یانگیوان
شهرستان یانگیوان (به لاتین: Yangyuan County) یک شهرستان‌های جمهوری خلق چین در چین است که در جانگجیاکو واقع شده‌است.